# Cécile Mulaire
Pour les articles homonymes, voir Mulaire.
Œuvres principales
Je m'amuse avec Bicolo : le cahier de jeux des petits Franco-manitobains (2008)
Cécile Mulaire, née le 18 octobre 1932 à La Broquerie au Manitoba, et morte le 29 mars 2022, est une personnalité publique et écrivaine dans la communauté francophone du Manitoba, au Canada.

## Vie personnelle
Cécile Mulaire (née Gagnon) est née le 18 octobre 1932, à La Broquerie, au Manitoba. Elle est l'épouse de René Mulaire. Ensemble ils ont eu sept enfants prénommés Madeleine, Rachel, Raymond, Lise, Mariette, Micheline et Alain. Elle n’a pas pu finir l’école secondaire, mais elle n’a jamais cessé de s’impliquer dans le monde de l’éducation en encourageant la lecture et le jeu en français chez les enfants d’âge scolaire, les siens comme les autres.

## Bicolo
En 1972, Cécile Mulaire crée le Club Bicolo. L'Ami Bicolo est un personnage qui encourage l'apprentissage et la participation en français aux activités en français au Manitoba. Les jeunes franco-manitobains pouvaient devenir membres du Club Bicolo pour ensuite participer à plusieurs concours axés sur le dessin et le bricolage. Tout ça dans les pages du journal hebdomadaire francophone La Liberté (Manitoba),
En 2008, le club Bicolo trouve son autonomie de La Liberté, après plus de 20 ans, pour lancer son cahier d'activités Je m'amuse avec Bicolo.

## Honneurs
En 1983, Cécile Mulaire reçoit le Prix Riel dans le domaine des sports et loisirs,, une distinction décernée aux Franco-Manitobains qui ont contribué de façon significative à la représentation et à l'épanouissement de la culture francophone au Manitoba.
En reconnaissance de son engagement vis-à-vis de la cause française, elle est décorée de l’Ordre des francophones d'Amérique en 1992,.
Elle reçoit en 2012 la Médaille du jubilé de diamant de la reine Élisabeth II,.